# Mszanka (województwo małopolskie)
Mszanka – wieś w Polsce położona w województwie małopolskim, w powiecie gorlickim, w gminie Łużna.
Integralne części miejscowości: Bińkówka, Dół, Góra, Górka, Granica od Brylskiego, Granica od Woli, Kozica, Pańskie Pola.
Przez wieś przepływa potok Mszanka.

## Historia
Mszanka powstała w 1364 roku, na mocy dokumentu wydanego przez Kazimierza III Wielkiego. Była wsią królewską starostwa bieckiego w powiecie bieckim województwa krakowskiego w końcu XVI wieku (jako jedyna wieś w dzisiejszej gminie Łużna była własnością królewską), pozostając nią aż do I rozbioru w 1772 roku.
Od 1950 w Mszance działa rzymskokatolicka parafia świętych Apostołów Piotra i Pawła.
W latach 1975–1998 miejscowość administracyjnie należała do województwa nowosądeckiego.

## Zabytki
Obiekt wpisany do rejestru zabytków nieruchomych województwa małopolskiego.
- Cmentarz z I wojny światowej nr 124.

## Osoby związane z miejscowością
- Piotr Dziadzio – polski geolog, doktor nauk o Ziemi. Od 1 sierpnia 2019 sekretarz stanu w Ministerstwie Środowiska, główny geolog kraju i pełnomocnik rządu ds. Polityki Surowcowej Państwa
- Franciszek Janik – polski pilot sportowy i wojskowy, zdobywca Pucharu Gordona Bennetta